# サージェント郡 (ノースダコタ州)
サージェント郡（英: Sargent County）は、アメリカ合衆国ノースダコタ州の南東部に位置する郡である。2010年国勢調査での人口は3,829人であり、2000年の4,366人から12.3%減少した。郡庁所在地はフォーマン市（人口504人）であり、同郡で人口最大の都市はグウィナー市（人口753人である。

## 歴史

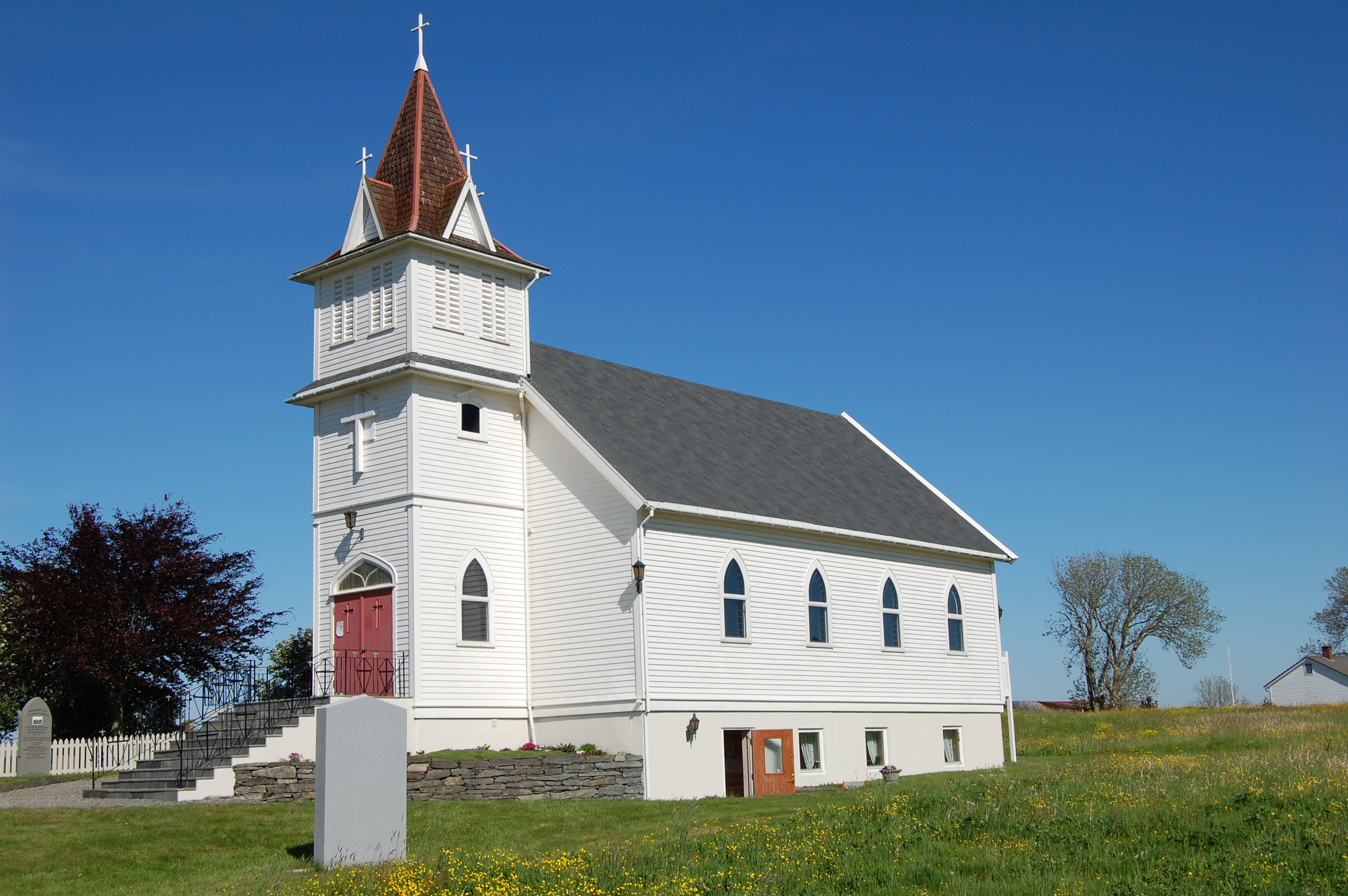
ブランプトンにあったルーテル教会

1997年、ブランプトンにあったルーテル教会（1908年建設）がノルウェーのラドイ近くスレッタに移転して再建された。現在では「エミグラントキルカ」（移民の教会）と呼ばれている。

## 地理
アメリカ合衆国国勢調査局に拠れば、郡域全面積は867平方マイル (2,246 km2)であり、このうち陸地は859平方マイル (2,225 km2)、水域は8平方マイル (21 km2)で水域率は0.96％である。

### 主要高規格道路
- ノースダコタ州道11号線
- ノースダコタ州道13号線
- ノースダコタ州道32号線

### 隣接する郡
- ランサム郡 - 北
- リッチランド郡 - 東
- マーシャル郡 (サウスダコタ州) - 南
- ブラウン郡 (サウスダコタ州) - 南西
- ディッキー郡 - 西
- ラムーア郡 - 北西

### 国立保護地域
- ストーム湖国立野生生物保護区
- テウォーコン国立野生生物保護区
- ワイルドライス湖国立野生生物保護区

## 人口動態
以下は2000年の国勢調査による人口統計データである。
| 基礎データ - 人口: 4,366人 - 世帯数: 1,786 世帯 - 家族数: 1,243 家族 - 人口密度: 2人/km2（5人/mi2） - 住居数: 2,016軒 - 住居密度: 1軒/km2（2軒/mi2） 人種別人口構成 - 白人: 98.24% - アフリカン・アメリカン: 0.05% - ネイティブ・アメリカン: 0.46% - アジア人: 0.05% - その他の人種: 0.55% - 混血: 0.66% - ヒスパニック・ラテン系: 17.09% 先祖による構成 - ドイツ系：37.5％ - ノルウェー系：35.4％ 年齢別人口構成 - 18歳未満: 26.5% - 18-24歳: 5.3% - 25-44歳: 25.7% - 45-64歳: 25.7% - 65歳以上: 16.9% - 年齢の中央値: 40歳 - 性比（女性100人あたり男性の人口） - 総人口: 110.6 - 18歳以上: 110.1 | 世帯と家族（対世帯数） - 18歳未満の子供がいる: 30.3% - 結婚・同居している夫婦: 61.0% - 未婚・離婚・死別女性が世帯主: 3.9% - 非家族世帯: 30.4% - 単身世帯: 27.7% - 65歳以上の老人1人暮らし: 14.1% - 平均構成人数 - 世帯: 2.43人 - 家族: 2.99人 収入と家計 - 収入の中央値 - 世帯: 37,213米ドル - 家族: 44,063米ドル - 性別 - 男性: 34,222米ドル - 女性: 19,844米ドル - 人口1人あたり収入: 18,689米ドル - 貧困線以下 - 対人口: 8.2% - 対家族数: 6.0% - 18歳未満: 8.9% - 65歳以上: 11.8% |

## 都市と町

### 都市
- カユガ
- コグスウェル
- フォーマン - 郡庁所在地
- グウィナー
- ハバナ
- ブランプトン
- ミルナー
- ラトランド

注: ノースダコタ州の法人化された自治体は、その大きさに拠らず全て「市」になる

### その他の町
- スティラム

### 郡区
| - ボウェン - ブランプトン - クリート - デンバー - ダンバー - フォーマン - グウィナー - ホール - ハーレム | - ハーマン - ジャクソン - キングストン - マーボー - ミルナー - ランサム - ラトランド - サージェント | - シューマン - サウスウェスト - テウォーコン - バーナー - ビビアン - ウィーバー - ホワイトストーンヒル - ウィリー |